# Вестминстер (Калифорнија)
Вестминстер (енгл. Westminster) град је у америчкој савезној држави Калифорнија. По попису становништва из 2010. у њему је живело 89.701 становника.

## Демографија
Према попису становништва из 2010. у граду је живело 89.701 становника, што је 1.494 (1,7%) становника више него 2000. године.
| Група             | 2000.          | 2010.          |
| Белци             | 31.962 (36,2%) | 22.972 (25,6%) |
| Афроамериканци    | 871 (1,0%)     | 849 (0,9%)     |
| Азијати           | 33.629 (38,1%) | 42.597 (47,5%) |
| Хиспаноамериканци | 19.138 (21,7%) | 21.176 (23,6%) |
| Укупно            | 88.207         | 89.701         |